# Notació posicional
La notació posicional és un sistema de numeració en el qual cada dígit té un valor diferent depenent de la seva posició relativa. Queda definida per la base, que és el nombre de dígits necessaris per escriure qualsevol nombre (comptant el zero).
El mode que s'utilitza habitualment és el sistema decimal (base 10), necessitant deu dígits diferents, el valor en ordre creixent és: 0, 1, 2, 3, 4, 5, 6, 7, 8, 9. Per als nombres escrits en sistemes de bases menors s'usen els dígits de menys valor; per als escrits amb bases grans s'utilitzen lletres per als dígits més grans que 9 (0, 1, 2, 3, 4, 5, 6, 7, 8, 9, A, B, C...).

## Història
Els sistemes numèrics existeixen des de fa milers d'anys, i les diferents cultures tenien van intentar registrar números amb una font numèrica. Antigues cultures, com la de Mesopotàmia, l'antic Egipte, l'antiga Grècia o Roma, no utilitzaven la notació posicional, el que feia summament complex el càlcul, i dificultava el desenvolupament de l'àlgebra.
La primera numeració de posició està documentada al començament del mil·lenni II aC, i va ser utilitzada pels erudits de Babilònia. Posteriorment, a finals del mil·lenni I aC, la van utilitzar els matemàtics xinesos. Els sacerdots astrònoms de la civilització Maia la van utilitzar entre els segles IV i IX de la nostra era: un sistema vigesimal amb un dígit de valor zero, encara que amb algunes peculiaritats que li van privar de possibilitat operatòria.
Van ser els àrabs els que van impulsar la gran innovació de la notació posicional, tot i que utilitzant la notació numèrica hindú: un sistema decimal amb un dígit de valor nul: el zero, un dels invents més enginyosos de la humanitat, que Leonardo de Pisa (Fibonacci) va introduir el sistema a Occident, al segle XI i es va escampar amb la publicació a principis del segle xiii del seu Liber Abaci
Per qüestions tècniques, en informàtica es va optar pel sistema binari, un sistema numèric en base dos ideat per Gottfried Leibniz al 1679 utilitzant només els dígits 0 i 1, però emprant la notació posicional, per la seva gran simplicitat operativa. El sistema hexadecimal actual va ser introduït per primera vegada en informàtica el 1963 per IBM.

## Base
La base del sistema de valor posicional determina el factor pel qual el valor posicional augmenta d'una posició a un altre, començant pel valor posicional un al lloc menys significatiu d'un nombre natural. Per tant, aquesta base és la mateixa que la base de les potències de la base que formen els valors de lloc, i concorda amb la mida del conjunt de dígits. Les bases més comunes són base 2 o sistema binari, utilitzat en tecnologia digital, base 10, el nostre sistema decimal, i base 16 o sistema hexadecimal, que és important en el processament de dades.

## Característiques
Utilitzant la notació posicional, el mateix dígit 5 pren un valor diferent en els nombres 5, 50 i 500. Això és una conseqüència de la descomposició de nombres en múltiples de factors bn, en què b és la base en qualsevol nombre sencer.
De forma més intuïtiva, es descomponen en unitats de diferents ordres, de manera que b unitats de qualsevol ordre equivalen a una d'un ordre immediatament superior. L'ordre que serveix de guia és la unitat, pròpiament dita (b0)
Per conveni, els dígits en aquesta notació s'escriuen d'esquerra a dreta (fins i tot en idiomes que normalment escriuen de dreta a esquerra), començant pels ordres superiors i acabant en la unitat com a tal, marcant la manca d'unitats amb un 0 (zero). Així, en sistema decimal:
{\displaystyle 505=5\cdot 10^{2}+0\cdot 10^{1}+5\cdot 10^{0}}
Si hi ha ordres menors que la unitat, s'escriu una coma (, '), o un punt en determinats idiomes (.) per separar de les unitats, i es continua escrivint de major a menor, acabant amb les unitats de menor ordre:
{\displaystyle 542,1=5\cdot 10^{2}+4\cdot 10^{1}+2\cdot 10^{0}+1\cdot 10^{-1}}
Els nombres negatius es marquen amb un signe menys davant:
{\displaystyle -542,1=-5\cdot 10^{2}-4\cdot 10^{1}-2\cdot 10^{0}-1\cdot 10^{-1}}
Si cal especificar la base, s'escriu com subíndex entre parèntesis (lògicament, sobre la base decimal):
{\displaystyle 110_{(5)}=5_{(10)}}
Els nombres periòdics (que tenen un grup de xifres que es repeteix) tenen infinits ordres cada vegada més petits, en què els múltiples segueixen un patró. Aquest grup de xifres (anomenat període) es pot escriure una vegada i marcar amb un arc a la part superior, o indicant amb punts suspensius que el nombre continua:
{\displaystyle 5,0{\widehat {3}}=5\cdot 10^{0}+0\cdot 10^{-1}+\sum _{-2\geqslant i>-\infty }3\cdot 10^{i}}
de forma menys rigorosa:
{\displaystyle 5,0333...=5\cdot 10^{0}+0\cdot 10^{-1}+3\cdot 10^{-2}+3\cdot 10^{-3}+3\cdot 10^{-4}...}
A la pràctica se sol fer servir aquesta última solució o directament arrodonir o truncar el nombre.

## Algorismes per canvi de base
Aquests algorismes es basen en la descomposició en factors de bn amunt esmentada. Per comoditat, tots els càlculs es fan en base decimal, però els càlculs funcionarien igual en qualsevol altra base.

### De base forana a base decimal
Simplement es multiplica cada dígit per la potència dependent, i després s'avalua el resultat com en un dels comptes, en base decimal:
{\displaystyle {\mbox{5B2, E}}_{(16)}=[5\cdot 16^{2}+11\cdot 16^{1}+2\cdot 16^{0}+14\cdot 16^{-1}]_{(10)}=[1.280+176+2+0,875]_{(10)}=1458,875_{(10)}}
(Recordeu que B  (16)  = 11  (10) ; E  (16)  = 14  (10) )

### De base decimal a base forana
Divideix el nombre per la seva base fins que ja no sigui possible. Llegint el primer quocient i les restes en ordre invers, es pot llegir el nombre a la base forana:
{\displaystyle {\begin{matrix}1458&|\!{\underline {\ 16}}&\ \\\quad \;\;{\color {red}2}&91&|\!{\underline {\ 16}}\\\;&{\color {red}11}&\;\ {\color {red}5}\end{matrix}}}
{\displaystyle 5,\ 11,\ 2\rightarrow {\mbox{5B2}}_{(16)}}
Per als decimals, són necessaris algorismes més complexos.

## Avantatges de la notació posicional
Mitjançant la notació posicional decimal es pot escriure qualsevol valor numèric amb només deu dígits diferents (tants com indica la base), per molt gran o petit que sigui, encara que és imprescindible un dígit de valor nul: el zero, per poder operar fàcilment.